# Sông Naryn
Sông Naryn (Tiếng Kyrgyz: Нарын, tiếng Nga: Нарын, Tiếng Uzbek: Norin) bắt nguồn từ đỉnh núi Thiên Sơn ở Kyrgyzstan chảy về phía tây qua Thung lũng Fergana đến Uzbekistan. Tại đây, nó hợp nhất với sông Kara Darya (gần Namangan) để tạo thành sông Syr Darya. Sông Naryn dài 807 km (tính cả sông Chong-Naryn) và có lưu lượng là 13,7 km khối.
Các nhánh lớn nhất của sông Naryn là: sông Kichi-Naryn, sông At-Bashi, sông On Archa, sông Kadjyrty, sông Chychkan, sông Alabuga, sông Kökömeren,...
Con sông có nhiều hồ chứa nước rất quan trọng với những nhà máy thủy điện. Lớn nhất là hồ chứa Toktogul ở Kyrgyzstan chứa 19,9 km khối nước. Các đập ở hạ lưu sông Toktogul ở Kyrgyzstan bao gồm: Kurpsai, Tash-Kumyr, Shamaldysai và Uch-Kurgansk. Thượng nguồn của hồ Toktogul ở Kyrgyzstan là đập Kambarata-2 và At-Bashi trong khi Kambarata-1 và Kambarata-3 đang trong giai đoạn lập kế hoạch.
Một số nơi dọc theo sông: Kyrgyzstan: Kara-Say, tỉnh Naryn, Naryn, Dostuk, tỉnh Jalal-Abad, Kazarman, hồ chứa Toktogul, Kara-Köl, Tash-Kumyr.

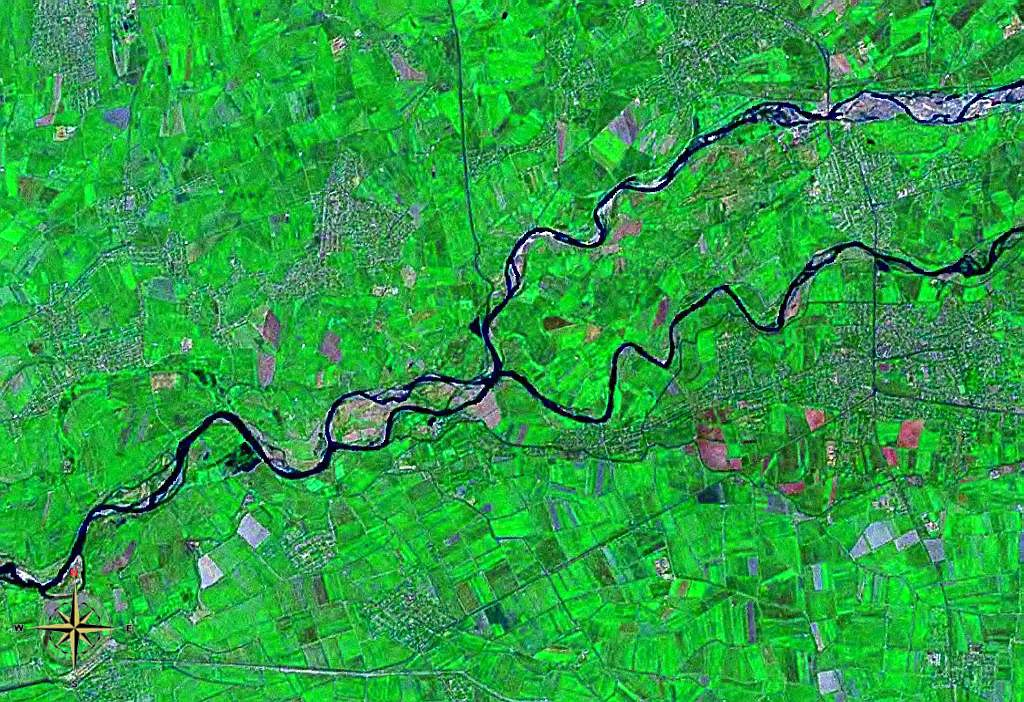
Hợp lưu giữa sông Naryn và Kara Darya nhìn từ trên cao, có thể thấy rất nhiều đồng ruộng.

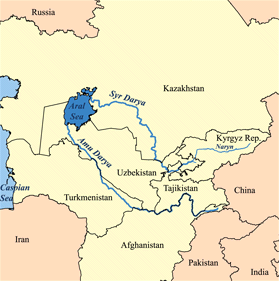
Bản đồ biển Aral, sông Kara Darya, Amu Darya và Naryn